# 男性の肖像 (モレット)
『男性の肖像』（だんせいのしょうぞう、伊:Ritratto virile a figura intera）は、イタリアの盛期ルネサンスの画家、モレット・ダ・ブレシアが1526年に制作したカンヴァス上の油彩画である。 1876年にブレシアのフェナローリ・アボガドロ・コレクションから取得され、現在、ロンドン・ナショナル・ギャラリーに所蔵されている。本作は、ティツィアーノの等身大の肖像画より以前のもので、美術史上現存している最初の等身大の肖像画であると考えられている。
本作は、モレットには比較的珍しい貴族階級の男性の肖像である。クラナッハが広めて、ハンス・ホルバインに継承された等身大の全身肖像画である点で、ドイツ絵画の影響もみられるが、ヴェネツィア絵画の影響がより大きい。モレットはティツィアーノに学んだと言われ、ジョルジョーネ、ロレンツォ・ロットの作品も知っていたのは確実である。そうした画家たちの影響は、本作の人物の憂わし気な表情に如実に示されている。
作品はアボガドロ家の直系の子孫の邸宅に由来しており、モデルの紳士は同家の一員のジェローラモ2世であることが判明している。ヴェネツィアと同盟していたにもかかわらず、ブレシアの貴族はヴェネツィアの政敵たち、特に神聖ローマ皇帝（当時のスペイン、ドイツなどを支配していた）の下における統一キリスト教世界という考えに共鳴していた。モデルの容貌と装いは、皇帝直属のスイス傭兵とドイツ兵を模倣したものである。短髪、顎鬚、ブレシア毛織の赤いベレーの下の帽子などがその特徴である。16世紀前半に神聖ローマ皇帝の支配下にあったヨーロッパ各地の要人たちと同様に、モデルは切り込みのあるふっくらとしたズボンと上着を身に着けている。短いケープは人物像を大きく見せ、靴のつま先は尖っている。